# Boris Wassiljewitsch Stoljarow
Boris Wassiljewitsch Stoljarow (russisch Борис Васильевич Столяров, engl. Transkription Boris Stolyarov; * 5. August 1932 in Nischni Nowgorod; † 15. September 2009 in Kremjonki) war ein russisch-sowjetischer Hürdenläufer, der sich auf die 110-Meter-Distanz spezialisiert hatte.

## Sportliche Laufbahn
Im Jahr 1954 erreichte er bei den Leichtathletik-Europameisterschaften in Bern das Halbfinale, und 1955 siegte er bei den Weltfestspielen der Jugend und Studenten.
Bei den Olympischen Spielen 1956 wurde er Sechster, und bei den Weltfestspielen der Jugend und Studenten 1957 gewann er Silber. 1956 wurde er Sowjetischer Meister. Seine persönliche Bestzeit von 14,2 s stellte er am 22. Mai 1955 in Minsk auf.